# Tango gefällig?
Tango gefällig? ist eine US-amerikanische Filmkomödie aus dem Jahr 1997 mit Walter Matthau und Jack Lemmon in den Hauptrollen.

## Handlung
Charlie Gordons große Leidenschaft sind Pferderennen, jedoch hat er beim Wetten kein Glück und schuldet seinem Buchmacher inzwischen mehr als 3.000 US-Dollar. Charlie beschließt, einen Ortswechsel vorzunehmen und heuert als Eintänzer auf einem Luxusliner an. Problem: vom Tanzen hat er keine Ahnung; Lösung: er nimmt seinen verwitweten Schwager Herb, da dieser ein passionierter Tänzer ist, unter dem Vorwand mit, ihn auf eine Kreuzfahrt einzuladen. An Bord aber geraten sie an Gil Godwyn, den Kreuzfahrtdirektor und militärisch geschulten Entertainer. Dieser ist ein Ekel wie aus dem Bilderbuch und verlangt äußerste Disziplin von seinen Eintänzern. Er hat allerdings nicht mit dem Einfallsreichtum von Charlie gerechnet, der sich immer wieder vor seinen Pflichten drückt und ins Casino schleicht, um sich eine einsame Millionärin zu angeln, die seinen Namen annehmen und mit auf ihr Bankkonto setzen würde.
Tatsächlich wird er in der attraktiven Liz LaBreche fündig, die auch an ihm Interesse zu haben scheint. Allerdings hat die Sache einen Haken: Liz ist genau wie Charlie völlig mittellos, da ihre Ölquellen längst versiegt sind, und sie nun selbst auf der Suche nach einer finanziell vorteilhaften Partie ist. Herb indessen hat sich in die ebenfalls verwitwete Vivian verliebt, hat jedoch ein schlechtes Gewissen, da er seiner Frau am Sterbebett versprochen hat, er werde nur sie lieben, für immer und ewig.
Zuletzt kommen sie jedoch alle zusammen und verlassen die MS Westerdam in einem gemieteten Wasserflugzeug mit einem Scheck über 18.000 US-Dollar, die Charlie bei einem Pokerspiel gewinnen konnte, und fliegen ihrem wohlverdienten Happy End entgegen. Auch Gil bekommt, was er verdient, da er sich abfällig über die Besitzerin des Luxusliners, die in diesem Moment genau hinter ihm stand, geäußert hat. Dadurch ist er seine Stelle als Kreuzfahrtdirektor los und darf zu allem Überfluss die Kosten für seine Passage nun selbst als tanzender Eintänzer abarbeiten.

## Sonstiges
- Der für die Dreharbeiten benutzte Luxusliner ist die „Westerdam“ der Holland-America Line.
- Tango gefällig? war
  - Donald O’Connors letzter Film, ehe er in den Ruhestand trat,
  - Edward Mulhares letzter Film; er verstarb kurz nach den Dreharbeiten,
  - der vorletzte gemeinsame Film von Jack Lemmon und Walter Matthau.
- Damit Charlie den Platz von Cullen Carswell bei einem Landausflug mit Liz einnehmen kann, täuscht er ihm einen Anruf von „Donald Trump aus Zürich“ vor.

## Kritik
„Im Prinzip ist "Tango gefällig?" eine auf Kinoformat aufgeblasene Folge von "Das Traumschiff", also kaum der Rede wert: Alte Schabracken flanieren über das Sonnendeck, beim Fünf-Uhr-Tee schwingen grinsende Senioren das Tanzbein, und wenn zum Landausflug geläutet wird, erwarten uns die üblichen amourösen Verwicklungen und Mißverständnisse. Zum Glück sind Lemmon und Matthau mit an Bord gegangen. Eigentlich können sie sich diese Mexiko-Kreuzfahrt nicht leisten und sollen darum als sogenannte Gastherren (gegen Kost und Logis) für gute Laune unter den weiblichen Passagieren sorgen. Und wie zu erwarten, verursachen die Zwei herrlich chaotische Zustände.“

„Die harmlose Komödie lebt vom eingespielten Duo Matthau/Lemmon. Die Leichtigkeit, mit der sich das „verrückte Paar“ in seinem letzten gemeinsamen Film liebevolle Frechheiten an den Kopf wirft, steht allerdings in krassem Gegensatz zu der schwerfälligen Regie von Martha Coolidge („Angie“).“

„Eine ganz auf das Schauspieler-Gespann Lemmon/Matthau zugeschnittene Komödie ohne zündende Ideen, die allein aus der Besetzung Kapital schlagen möchte. Abgesehen von wenigen gelungenen Kabinettstückchen scheitert sie am durchschnittlichen Buch und der uninspirierten Regie.“